# Michel Legrand
Michel Legrand (Paris, 24 de fevereiro de 1932 - Paris, 26 de janeiro de 2019) foi um pianista, arranjador e compositor francês.

## Carreira
Construiu sua carreira compondo para o cinema. São dele as trilhas sonoras de Lola, Les Misérables, Prêt-à-Porter, Les Demoiselles de Rochefort, Les Parapluies de Cherbourg, Summer of '42, Une femme est une femme (Uma mulher é uma Mulher), La piscine, entre outras.
O jazz também é marcante em sua carreira. Desde 1958, liderou bandas que contavam com alguns dos maiores nomes do segmento, como Miles Davis, John Coltrane, Bill Evans e Herbie Mann. Compôs para álbuns de Stan Getz (1971), Sarah Vaughan (1972) e Phil Woods - em várias ocasiões. Vários músicos de jazz regravaram canções de Legrand, como What Are You Doing the Rest of Your Life, Watch What Happens e The Summer Knows.
Em 2004, a Biscoito Fino lançou Homenagem a Luiz Eça, em que o pianista francês presta um tributo ao músico brasileiro. O CD foi gravado nos estúdios da Biscoito Fino.[carece de fontes?]

## Prêmios
Recebeu o Oscar de melhor banda sonora pelos filmes Summer of '42 e Yentl. Recebeu o Oscar de melhor canção original pela canção The Windmills of Your Mind do filme The Thomas Crown Affair.